# Daniel Domínguez Párraga
Daniel Cristóbal Domínguez Parra (San Salvador, 16 de octubre de 1886—San José, 6 de diciembre de 1959), fue un arquitecto y director general de Obras Públicas de El Salvador.  Diseñó las sedes del Banco Central de Reserva de El Salvador (1921) y del Banco Nacional de Costa Rica (1936).
Fotógrafo aficionado, sus obra fotográfica es conservada en la Colección de los Arquitectos Vargas y Domínguez de la Biblioteca Teodorico Quirós de la Escuela de Arquitectura de la Universidad de Costa Rica.

## Infancia e inicios de carrera
Hijo de los colombianos Daniel Domínguez Marulanda y Mercedes Párraga de Domínguez, una vez graduado de Bachiller en Ciencias y Letras en San Salvador, se marchó a Méjico.  Sus padres emigraron a Costa Rica en 1901 ó en 1905.  En 1909 Domínguez Parra se graduó de ingeniería civil en el Colegio Militar de Chapultepec.  En su época estudiantil fue edecán de Porfirio Díaz.
Propuso en 1915, junto a Ernesto Castro, la construcción de un monumento a Cristóbal Colón, a ser construido en La Sabana, en San José. De ésa época de principios de siglo proviene también la casa de Ramón Aguilar en la avenida 3 de San José, en estilo neoclásico.

## En El Salvador
Remodeló al estilo inglés la Villa Dueñas, a la cual a veces se le llama Villa Guadalupe, y la cual había sido construida alrededor de 1880 por Manuel de Ojeda.
Entre 1919 y 1920 Domínguez diseñó y construyó la Casa Dueñas, en estilo Art Nouveau y con infraestructura déployé.  En 1921 construyó el edificio del Banco Central de Reserva de El Salvador en la 2ª Calle Oriente.
Construyó Domínguez el El Salvador Country Club, en cemento armado, inaugurado en 1926, y que a partir del 2001 pasó a ser la Casa Presidencial de El Salvador.  Se le atribuye la construcción de la Villa Lucila (ca. 1928) en la 1ª Calle Poniente.

## En Costa Rica
En 1936 abre en la Plaza de Artillería el nuevo edificio del Banco Nacional de Costa Rica, diseñado por Domínguez al art decó, y considerado un hito.  Tuvo su sala principal una gran cúpula art decó, "una de las "mayores de América", en género octogonal, y única en cemento armado —cuando el resto solían ser de acero forrado en mampostería.  La cúpula fue "agresivamente" destruida después de la elección de José Figueres de 1953, cuando se le añadieron dos pisos al edificio, arruinando su diseño.
Emigró Domínguez a San José en 1943, donde continuó su profesión pues se había colegiado en el país desde 1912.  Entre otros muchos, diseñó el Edificio Luis Ollé.

## Vida particular
Contrajo nupcias en Santa Ana con Hilda Orozco Palomo, matrimonio que fracasó en 1943.  En 1956 fue nombrado miembro honorario de la Asociación Costarricense de Arquitectos, ente predecesor del Colegio Federado de Ingenieros y Arquitectos de Costa Rica..  Sus hermanos fueron Víctor Alberto (1889, casado con Flora Chacón), Rafael (1892, emigrado a Estados Unidos), Carmelita (1893), María (1895), Mercedes (1896), Julia (1898), José María (1900) y Margarita (1905).  Tuvo cinco hijas, todas de Hilda, a saber: Silvia, María Elena Ana Ester (de Mayhlli, nacida el 7 de junio de 1928), Hilda Mercedes (nacida en noviembre de 1931), Gladys (de Gallegos) y Roxana (de Gutiérrez Góngora).